# Altair Gomes de Figueiredo
Altair Gomes de Figueiredo   (Niterói, 22 de gener de 1938 - São Gonçalo, 9 d'agost de 2019), conegut com a Altair, va ser un futbolista brasiler.

## Selecció del Brasil
Va formar part de l'equip brasiler a la Copa del Món de 1962.